# Lijst van staatshoofden en regeringsleiders in 2016
Deze lijst van staatshoofden en regeringsleiders in 2016 noemt de staatshoofden en regeringsleiders die in 2016 actief waren van de 193 landen die zijn aangesloten bij de Verenigde Naties alsmede Kosovo, Palestina, Taiwan en Vaticaanstad.

## A
| Landsnaam          | Staatshoofd                                                  | Regeringsleider                                                                           |
| ------------------ | ------------------------------------------------------------ | ----------------------------------------------------------------------------------------- |
| Afghanistan        | President Ashraf Ghani                                       | Voorzitter Abdullah Abdullah                                                              |
| Albanië            | President Bujar Nishani                                      | Premier Edi Rama                                                                          |
| Algerije           | President Abdelaziz Bouteflika                               | Premier Abdelmalek Sellal                                                                 |
| Andorra            | Coprins Joan Enric Vives i Sicília Coprins François Hollande | Premier Antoni Martí                                                                      |
| Angola             | President José Eduardo dos Santos                            | President José Eduardo dos Santos                                                         |
| Antigua en Barbuda | Koningin Elizabeth II                                        | Premier Gaston Browne                                                                     |
| Argentinië         | President Mauricio Macri                                     | President Mauricio Macri                                                                  |
| Armenië            | President Serzj Sarkisian                                    | Premier Hovik Abrahamian (tot 13 september) Premier Karen Karapetyan (vanaf 13 september) |
| Australië          | Koningin Elizabeth II                                        | Premier Malcolm Turnbull                                                                  |
| Azerbeidzjan       | President İlham Əliyev                                       | Premier Artur Rasizade                                                                    |

## B
| Landsnaam             | Staatshoofd | Regeringsleider                                                                       |
| --------------------- | --- | ------------------------------------------------------------------------------------- |
| Bahama's              | Koningin Elizabeth II | Premier Perry Christie                                                                |
| Bahrein               | Koning Hamad bin Isa Al Khalifa                                                                                           | Premier Sheikh Khalifa bin Salman Al Khalifa                                          |
| Bangladesh            | President Abdul Hamid | Premier Sjeik Hasina Wajed                                                            |
| Barbados              | Koningin Elizabeth II | Premier Freundel Stuart                                                               |
| België                | Koning Filip | Premier Charles Michel                                                                |
| Belize                | Koningin Elizabeth II | Premier Dean Barrow                                                                   |
| Benin                 | President Yayi Boni (tot 6 april) President Patrice Talon (vanaf 6 april)                                                 | Premier Lionel Zinsou (tot 6 april) positie afgeschaft (vanaf 6 april)                |
| Bhutan                | Koning Jigme Khesar Namgyel Wangchuk                                                                                      | Premier Tshering Tobgay                                                               |
| Bolivia               | President Evo Morales | President Evo Morales                                                                 |
| Bosnië en Herzegovina | Drie-presidentschap: Bakir Izetbegović (voorzitter vanaf 17 maart), Dragan Čović (voorzitter tot 17 maart), Mladen Ivanić | Premier Denis Zvizdić                                                                 |
| Botswana              | President Ian Khama | President Ian Khama                                                                   |
| Brazilië              | President Dilma Rousseff (tot 31 augustus) President Michel Temer (vanaf 31 augustus)                                     | President Dilma Rousseff (tot 31 augustus) President Michel Temer (vanaf 31 augustus) |
| Brunei                | Sultan en premier Hassanal Bolkiah                                                                                        | Sultan en premier Hassanal Bolkiah                                                    |
| Bulgarije             | President Rosen Plevneliev                                                                                                | Premier Boyko Borisov                                                                 |
| Burkina Faso          | President Roch Marc Christian Kaboré                                                                                      | Onbezet (tot 6 januari) Premier Paul Kaba Thieba (vanaf 6 januari)                    |
| Burundi               | President Pierre Nkurunziza                                                                                               | President Pierre Nkurunziza                                                           |

## C
| Landsnaam                     | Staatshoofd                                                                                           | Regeringsleider                                                                            |
| ----------------------------- | --- | ------------------------------------------------------------------------------------------ |
| Cambodja                      | Koning Norodom Sihamoni                                                                               | Premier Hun Sen                                                                            |
| Canada                        | Koningin Elizabeth II                                                                                 | Premier Justin Trudeau                                                                     |
| Centraal-Afrikaanse Republiek | President Catherine Samba-Panza (waarnemend, tot 30 maart) Faustin-Archange Touadéra (vanaf 30 maart) | Premier Mahamat Kamoun (waarnemend, tot 2 april) Premier Simplice Sarandji (vanaf 2 april) |
| Chili                         | President Michelle Bachelet                                                                           | President Michelle Bachelet                                                                |
| China                         | President Xi Jinping                                                                                  | Premier Li Keqiang                                                                         |
| Colombia                      | President Juan Manuel Santos                                                                          | President Juan Manuel Santos                                                               |
| Comoren                       | President Ikililou Dhoinine (tot 26 mei) President Azali Assoumani (vanaf 26 mei)                     | President Ikililou Dhoinine (tot 26 mei) President Azali Assoumani (vanaf 26 mei)          |
| Congo-Brazzaville             | President Denis Sassou-Nguesso                                                                        | positie ingevuld door de president (tot 23 april) Premier Clément Mouamba (vanaf 23 april) |
| Congo-Kinshasa                | President Joseph Kabila                                                                               | Premier Augustin Matata Ponyo (tot 19 december) Premier Samy Badibanga (vanaf 19 december) |
| Costa Rica                    | President Luis Guillermo Solís                                                                        | President Luis Guillermo Solís                                                             |
| Cuba                          | President Raúl Castro                                                                                 | President Raúl Castro                                                                      |
| Cyprus                        | President Nicos Anastasiades                                                                          | President Nicos Anastasiades                                                               |

## D
| Landsnaam              | Staatshoofd                   | Regeringsleider                   |
| ---------------------- | ----------------------------- | --------------------------------- |
| Denemarken             | Koningin Margrethe II         | Premier Lars Løkke Rasmussen      |
| Djibouti               | President Ismaïl Omar Guelleh | Premier Abdoulkader Kamil Mohamed |
| Dominica               | President Charles Savarin     | Premier Roosevelt Skerrit         |
| Dominicaanse Republiek | President Danilo Medina       | President Danilo Medina           |
| Duitsland              | President Joachim Gauck       | Bondskanselier Angela Merkel      |

## E
| Landsnaam          | Staatshoofd                                                                                   | Regeringsleider                                                                               |
| ------------------ | --------------------------------------------------------------------------------------------- | --------------------------------------------------------------------------------------------- |
| Ecuador            | President Rafael Correa                                                                       | President Rafael Correa                                                                       |
| Egypte             | President Abdul Fatah al-Sisi                                                                 | Premier Sherif Ismail                                                                         |
| El Salvador        | President Salvador Sánchez Cerén                                                              | President Salvador Sánchez Cerén                                                              |
| Equatoriaal-Guinea | President Teodoro Obiang Nguema Mbasogo                                                       | Premier Vicente Ehate Tomi (tot 23 juni) Premier Francisco Pascual Obama Asue (vanaf 23 juni) |
| Eritrea            | President Isaias Afewerki                                                                     | President Isaias Afewerki                                                                     |
| Estland            | President Toomas Hendrik Ilves (tot 10 oktober) President Kersti Kaljulaid (vanaf 10 oktober) | Premier Taavi Rõivas (tot 23 november) Premier Jüri Ratas (vanaf 23 november)                 |
| Ethiopië           | President Mulatu Teshome                                                                      | Premier Haile Mariam Desalegne                                                                |

## F
| Landsnaam  | Staatshoofd                                                                          | Regeringsleider                                                                      |
| ---------- | ------------------------------------------------------------------------------------ | ------------------------------------------------------------------------------------ |
| Fiji       | President George Konrote                                                             | Premier Frank Bainimarama                                                            |
| Filipijnen | President Benigno Aquino III (tot 30 juni) President Rodrigo Duterte (vanaf 30 juni) | President Benigno Aquino III (tot 30 juni) President Rodrigo Duterte (vanaf 30 juni) |
| Finland    | President Sauli Niinistö                                                             | Premier Juha Sipilä                                                                  |
| Frankrijk  | President François Hollande                                                          | Premier Manuel Valls (tot 6 december) Premier Bernard Cazeneuve (vanaf 6 december)   |

## G
| Landsnaam     | Staatshoofd                                                                                                   | Regeringsleider |
| ------------- | --- | --- |
| Gabon         | President Ali Bongo Ondimba                                                                                   | Premier Daniel Ona Ondo (tot 29 september) Premier Emmanuel Issoze-Ngondet (vanaf 29 september)                                      |
| Gambia        | President Yahya Jammeh                                                                                        | President Yahya Jammeh |
| Georgië       | President Giorgi Margvelasjvili                                                                               | Premier Giorgi Kvirikasjvili |
| Ghana         | President John Dramani Mahama                                                                                 | President John Dramani Mahama |
| Grenada       | Koningin Elizabeth II                                                                                         | Premier Keith Mitchell |
| Griekenland   | President Prokopis Pavlopoulos                                                                                | Premier Alexis Tsipras |
| Guatemala     | President Alejandro Maldonado Aguirre (waarnemend, tot 14 januari) President Jimmy Morales (vanaf 14 januari) | President Alejandro Maldonado Aguirre (waarnemend, tot 14 januari) President Jimmy Morales (vanaf 14 januari)                        |
| Guinee        | President Alpha Condé                                                                                         | Premier Mamady Youla |
| Guinee-Bissau | President José Mário Vaz                                                                                      | Premier Carlos Correia (tot 27 mei) Premier Baciro Djá (van 27 mei tot 18 november) Premier Umaro Sissoco Embaló (vanaf 18 november) |
| Guyana        | President David Granger                                                                                       | Premier Moses Nagamootoo |

## H
| Landsnaam | Staatshoofd | Regeringsleider |
| --------- | --- | --- |
| Haïti     | President Michel Martelly (tot 7 februari) Onbezet (van 7 tot 14 februari) President Jocelerme Privert (waarnemend, vanaf 14 februari) | Premier Evans Paul (tot 26 februari) Premier Fritz Jean (van 26 februari tot 25 maart) Premier Enex Jean-Charles (vanaf 25 maart) |
| Honduras  | President Juan Orlando Hernández | President Juan Orlando Hernández                                                                                                  |
| Hongarije | President János Áder | Premier Viktor Orbán |

## I
| Landsnaam | Staatshoofd                                                                                                 | Regeringsleider                                                                                     |
| --------- | --- | --------------------------------------------------------------------------------------------------- |
| Ierland   | President Michael D. Higgins                                                                                | Taoiseach Enda Kenny                                                                                |
| IJsland   | President Ólafur Ragnar Grímsson (tot 1 augustus) President Guðni Thorlacius Jóhannesson (vanaf 1 augustus) | Premier Sigmundur Davíð Gunnlaugsson (tot 6 april) Premier Sigurður Ingi Jóhannsson (vanaf 6 april) |
| India     | President Pranab Mukherjee                                                                                  | Premier Narendra Modi                                                                               |
| Indonesië | President Joko Widodo                                                                                       | President Joko Widodo                                                                               |
| Irak      | President Fuad Masum                                                                                        | Premier Haider al-Abadi                                                                             |
| Iran      | Ayatollah Ali Khamenei President Hassan Rohani                                                              | Ayatollah Ali Khamenei President Hassan Rohani                                                      |
| Israël    | President Reuven Rivlin                                                                                     | Premier Benjamin Netanyahu                                                                          |
| Italië    | President Sergio Mattarella                                                                                 | Premier Matteo Renzi (tot 12 december) Premier Paolo Gentiloni (vanaf 12 december)                  |
| Ivoorkust | President Alassane Ouattara                                                                                 | Premier Daniel Kablan Duncan                                                                        |

## J
| Landsnaam | Staatshoofd                         | Regeringsleider                                                                    |
| --------- | ----------------------------------- | ---------------------------------------------------------------------------------- |
| Jamaica   | Koningin Elizabeth II               | Premier Portia Simpson-Miller (tot 3 maart) Premier Andrew Holness (vanaf 3 maart) |
| Japan     | Keizer Akihito                      | Premier Shinzo Abe                                                                 |
| Jemen     | President Abd Rabbuh Mansur Al-Hadi | Premier Khaled Bahah (tot 3 april) Premier Ahmed Obeid bin Daghr (vanaf 3 april)   |
| Jordanië  | Koning Abdoellah II                 | Premier Abdullah Ensour (tot 1 juni) Premier Hani Al-Mulki (vanaf 1 juni)          |

## K
| Landsnaam  | Staatshoofd                                                                    | Regeringsleider |
| ---------- | ------------------------------------------------------------------------------ | --- |
| Kaapverdië | President Jorge Carlos Fonseca                                                 | Premier José Maria Neves (tot 22 april) Premier Ulisses Correia e Silva (vanaf 22 april)                                                       |
| Kameroen   | President Paul Biya                                                            | Premier Philémon Yang |
| Kazachstan | President Noersoeltan Nazarbajev                                               | Premier Karim Masimov (tot 8 september) Premier Bakhytzhan Sagintayev (vanaf 8 september)                                                      |
| Kenia      | President Uhuru Kenyatta                                                       | President Uhuru Kenyatta |
| Kirgizië   | President Almazbek Atambajev                                                   | Premier Temir Sarijev (tot 13 april) Premier Sooronbaj Zjeenbekov (vanaf 13 april)                                                             |
| Kiribati   | President Anote Tong (tot 11 maart) President Taaneti Mamau (vanaf 11 maart)   | President Anote Tong (tot 11 maart) President Taaneti Mamau (vanaf 11 maart)                                                                   |
| Koeweit    | Emir Sabah Al-Ahmad Al-Jaber Al-Sabah                                          | Premier Jaber Al-Mubarak Al-Hamad Al-Sabah |
| Kosovo     | President Atifete Jahjaga (tot 7 april) President Hashim Thaçi (vanaf 7 april) | Premier Isa Mustafa |
| Kroatië    | President Kolinda Grabar-Kitarović                                             | Premier Zoran Milanović (tot 22 januari) Premier Tihomir Orešković (van 22 januari tot 19 oktober) Premier Andrej Plenković (vanaf 19 oktober) |

## L
| Landsnaam                                              | Staatshoofd                                                                                   | Regeringsleider                                                                               |
| ------------------------------------------------------ | --------------------------------------------------------------------------------------------- | --------------------------------------------------------------------------------------------- |
| Laos                                                   | President Choummaly Sayasone (tot 20 april) President Bounnhang Vorachith (vanaf 20 april)    | Premier Thongsing Thammavong (tot 20 april) Premier Thongloun Sisoulith (vanaf 20 april)      |
| Lesotho                                                | Koning Letsie III                                                                             | Premier Pakalitha Mosisili                                                                    |
| Letland                                                | President Raimonds Vējonis                                                                    | Premier Laimdota Straujuma (tot 11 februari) Premier Māris Kučinskis (vanaf 11 februari)      |
| Libanon                                                | President Tammam Salam (waarnemend) (tot 31 oktober) President Michel Aoun (vanaf 31 oktober) | Premier Tammam Salam (tot 18 december) Premier Saad Hariri (vanaf 18 december)                |
| Liberia                                                | President Ellen Johnson Sirleaf                                                               | President Ellen Johnson Sirleaf                                                               |
| Libië (internationaal erkende regering tot 12 maart)   | Voorzitter van de Raad van Afgevaardigden Aguila Saleh Issa                                   | Premier Abdullah al-Thani                                                                     |
| Libië (internationaal erkende regering vanaf 12 maart) | Voorzitter van de presidentiële raad en premier Fayez al-Sarraj (vanaf 12 maart)              | Voorzitter van de presidentiële raad en premier Fayez al-Sarraj (vanaf 12 maart)              |
| Libië (internationaal niet-erkende regering)           | Voorzitter van het Algemeen Nationaal Congres Nouri Abusahmain                                | Premier Khalifa al-Ghawi                                                                      |
| Liechtenstein                                          | Prins Hans Adam II                                                                            | Hoofd van de regering Adrian Hasler                                                           |
| Litouwen                                               | President Dalia Grybauskaitė                                                                  | Premier Algirdas Butkevičius (tot 13 december) Premier Saulius Skvernelis (vanaf 13 december) |
| Luxemburg                                              | Groothertog Hendrik                                                                           | Premier Xavier Bettel                                                                         |

## M
| Landsnaam        | Staatshoofd | Regeringsleider |
| ---------------- | --- | --- |
| Macedonië        | President Gjorge Ivanov | Premier Nikola Gruevski (tot 18 januari) Premier Emil Dimitriev (vanaf 18 januari)                                                   |
| Madagaskar       | President Hery Rajaonarimampianina                                                                                                   | Premier Jean Ravelonarivo (tot 13 april) Premier Olivier Mahafaly Solonandrasana (vanaf 13 april)                                    |
| Malawi           | President Peter Mutharika | President Peter Mutharika |
| Malediven        | President Abdulla Yameen | President Abdulla Yameen |
| Maleisië         | Koning Abdul Halim van Kedah (tot 13 december); koning Muhammad V van Kelantan (vanaf 13 december)                                   | Premier Najib Razak |
| Mali             | President Ibrahim Boubacar Keïta | Premier Modibo Keita |
| Malta            | President Marie-Louise Coleiro Preca                                                                                                 | Premier Joseph Muscat |
| Marokko          | Koning Mohammed VI | Premier Abdelilah Benkirane |
| Marshalleilanden | President Christopher Loeak (tot 11 januari) President Casten Nemra (van 11 tot 28 januari) President Hilda Heine (vanaf 28 januari) | President Christopher Loeak (tot 11 januari) President Casten Nemra (van 11 tot 28 januari) President Hilda Heine (vanaf 28 januari) |
| Mauritanië       | President Mohamed Ould Abdel Aziz | Premier Yahya Ould Hademine |
| Mauritius        | President Ameenah Gurib-Fakim | Premier Anerood Jugnauth |
| Mexico           | President Enrique Peña Nieto | President Enrique Peña Nieto |
| Micronesië       | President Peter Christian | President Peter Christian |
| Moldavië         | President Nicolae Timofti (tot 23 december) President Igor Dodon (vanaf 23 december)                                                 | Premier Gheorghe Brega (waarnemend, tot 20 januari) Premier Pavel Filip (vanaf 20 januari)                                           |
| Monaco           | Prins Albert II | Minister van Staat Gilles Tonelli (waarnemend, tot 1 februari) Minister van Staat Serge Telle (vanaf 1 februari)                     |
| Mongolië         | President Tsahiagiin Elbegdorzj | Premier Chimediin Saikhanbileg (tot 7 juli) Premier Jargaltulga Erdenebat (vanaf 7 juli)                                             |
| Montenegro       | President Filip Vujanović | Premier Milo Đukanović (tot 28 november) Premier Duško Marković (vanaf 28 november)                                                  |
| Mozambique       | President Filipe Nyusi | Premier Carlos Agostinho do Rosário                                                                                                  |
| Myanmar          | President Thein Sein (tot 30 maart) President Htin Kyaw (vanaf 30 maart)                                                             | positie ingevuld door de president (tot 6 april) Adviseur van Staat Aung San Suu Kyi (vanaf 6 april)                                 |

## N
| Landsnaam                  | Staatshoofd                                                                                   | Regeringsleider                                                                          |
| -------------------------- | --------------------------------------------------------------------------------------------- | ---------------------------------------------------------------------------------------- |
| Namibië                    | President Hage Geingob                                                                        | Premier Saara Kuugongelwa                                                                |
| Nauru                      | President Baron Waqa                                                                          | President Baron Waqa                                                                     |
| Koninkrijk der Nederlanden | Koning Willem-Alexander                                                                       | Minister-president Mark Rutte                                                            |
| Nepal                      | President Bidhya Devi Bhandari                                                                | Premier Khadga Prasad Oli (tot 4 augustus) Premier Pushpa Kamal Dahal (vanaf 4 augustus) |
| Nicaragua                  | President Daniel Ortega                                                                       | President Daniel Ortega                                                                  |
| Nieuw-Zeeland              | Koningin Elizabeth II                                                                         | Premier John Key (tot 12 december) Premier Bill English (vanaf 12 december)              |
| Niger                      | President Mahamadou Issoufou                                                                  | Premier Brigi Rafini                                                                     |
| Nigeria                    | President Muhammadu Buhari                                                                    | President Muhammadu Buhari                                                               |
| Noord-Korea                | Eeuwig president wijlen Kim Il-sung Voorzitter van de Nationale Defensiecommissie Kim Jong-un | Premier Pak Pong-ju                                                                      |
| Noorwegen                  | Koning Harald V                                                                               | Premier Erna Solberg                                                                     |

## O
| Landsnaam   | Staatshoofd | Regeringsleider |
| ----------- | --- | --- |
| Oeganda     | President Yoweri Museveni | Premier Ruhakana Rugunda |
| Oekraïne    | President Petro Porosjenko | Premier Arseni Jatsenjoek (tot 14 april) Premier Volodymyr Groysman (vanaf 14 april)                                                        |
| Oezbekistan | President Islom Karimov (tot 2 september) President Nigmatilla Yuldashev (waarnemend, van 2 tot 8 september) President Shavkat Mirziyoyev (vanaf 8 september) | Premier Shavkat Mirziyoyev (tot 14 december) Premier Abdulla Aripov (vanaf 14 december)                                                     |
| Oman        | Sultan Qaboes bin Said Al Said | Sultan Qaboes bin Said Al Said |
| Oost-Timor  | President Taur Matan Ruak | Premier Rui Maria de Araújo |
| Oostenrijk  | Bondspresident Heinz Fischer (tot 8 juli) Positie waargenomen door Doris Bures, Karlheinz Kopf en Norbert Hofer (vanaf 8 juli)                                | Kanselier Werner Faymann (tot 9 mei) Kanselier Reinhold Mitterlehner (waarnemend, van 9 tot 17 mei) Kanselier Christian Kern (vanaf 17 mei) |

## P
| Landsnaam           | Staatshoofd                                                                                   | Regeringsleider                                                               |
| ------------------- | --------------------------------------------------------------------------------------------- | ----------------------------------------------------------------------------- |
| Pakistan            | President Mamnoon Hussain                                                                     | Premier Nawaz Sharif                                                          |
| Palau               | President Tommy Remengesau                                                                    | President Tommy Remengesau                                                    |
| Palestina           | President Mahmoud Abbas                                                                       | Premier Rami Hamdallah                                                        |
| Panama              | President Juan Carlos Varela                                                                  | President Juan Carlos Varela                                                  |
| Papoea-Nieuw-Guinea | Koningin Elizabeth II                                                                         | Premier Peter O'Neill                                                         |
| Paraguay            | President Horacio Cartes                                                                      | President Horacio Cartes                                                      |
| Peru                | President Ollanta Humala (tot 28 juli) President Pedro Pablo Kuczynski (vanaf 28 juli)        | Premier Pedro Cateriano (tot 28 juli) Premier Fernando Zavala (vanaf 28 juli) |
| Polen               | President Andrzej Duda                                                                        | Premier Beata Szydło                                                          |
| Portugal            | President Aníbal Cavaco Silva (tot 9 maart) President Marcelo Rebelo de Sousa (vanaf 9 maart) | Premier António Costa                                                         |

## Q
| Landsnaam | Staatshoofd                   | Regeringsleider                                  |
| --------- | ----------------------------- | ------------------------------------------------ |
| Qatar     | Emir Tamim bin Hamad al-Thani | Premier Abdullah bin Nasser bin Khalifa al-Thani |

## R
| Landsnaam | Staatshoofd               | Regeringsleider           |
| --------- | ------------------------- | ------------------------- |
| Roemenië  | President Klaus Iohannis  | Premier Dacian Cioloș     |
| Rusland   | President Vladimir Poetin | Premier Dmitri Medvedev   |
| Rwanda    | President Paul Kagame     | Premier Anastase Murekezi |

## S
| Landsnaam                                                               | Staatshoofd | Regeringsleider |
| ----------------------------------------------------------------------- | --- | --- |
| Saint Kitts en Nevis                                                    | Koningin Elizabeth II | Premier Timothy Harris |
| Saint Lucia                                                             | Koningin Elizabeth II | Premier Kenny Anthony (tot 7 juni) Premier Allen Chastanet (vanaf 7 juni) |
| Saint Vincent en de Grenadines                                          | Koningin Elizabeth II | Premier Ralph Gonsalves |
| Salomonseilanden                                                        | Koningin Elizabeth II | Premier Manasseh Sogavare |
| Samoa                                                                   | O le Ao o le Malo Tufuga Efi | Premier Tuilaepa Aiono Sailele Malielegaoi |
| San Marino                                                              | Kapitein-regenten Lorella Stefanelli en Nicola Renzi (tot 1 april) Kapitein-regenten Massimo Andrea Ugolini en Gian Nicola Berti (van 1 april tot 1 oktober) Kapitein-regenten Marino Riccardi en Fabio Berardi (vanaf 1 oktober) | Kapitein-regenten Lorella Stefanelli en Nicola Renzi (tot 1 april) Kapitein-regenten Massimo Andrea Ugolini en Gian Nicola Berti (van 1 april tot 1 oktober) Kapitein-regenten Marino Riccardi en Fabio Berardi (vanaf 1 oktober) |
| Saoedi-Arabië                                                           | Koning Salman bin Abdoel Aziz al-Saoed | Koning Salman bin Abdoel Aziz al-Saoed |
| Sao Tomé en Principe                                                    | President Manuel Pinto da Costa (tot 3 september) President Evaristo Carvalho (vanaf 3 september) | Premier Patrice Trovoada |
| Senegal                                                                 | President Macky Sall | Premier Mohammed Dionne |
| Servië                                                                  | President Tomislav Nikolić | Premier Aleksandar Vučić |
| Seychellen                                                              | President James Michel (tot 16 oktober) President Danny Faure (vanaf 16 oktober) | President James Michel (tot 16 oktober) President Danny Faure (vanaf 16 oktober) |
| Sierra Leone                                                            | President Ernest Bai Koroma | President Ernest Bai Koroma |
| Singapore                                                               | President Tony Tan Keng Yam | Premier Lee Hsien Loong |
| Slovenië                                                                | President Borut Pahor | Premier Miro Cerar |
| Slowakije                                                               | President Andrej Kiska | Premier Robert Fico |
| Soedan                                                                  | President Omar al-Bashir | President Omar al-Bashir |
| Somalië                                                                 | President Hassan Sheikh Mohamud | Premier Omar Abdirashid Ali Sharmarke |
| Spanje                                                                  | Koning Felipe VI | Premier Mariano Rajoy Brey |
| Sri Lanka                                                               | President Maithripala Sirisena | Premier Ranil Wickremesinghe |
| Suriname                                                                | President Desi Bouterse | President Desi Bouterse |
| Swaziland                                                               | Koning Mswati III | Premier Barnabas Sibusiso Dlamini |
| Syrië                                                                   | President Bashar al-Assad | Premier Wael Nader Al-Halqi (tot 3 juli) Premier Imad Khamis (vanaf 3 juli) |
| Syrië (deels internationaal erkende regering van de Syrische oppositie) | President Khaled Khoja (tot 5 maart) President Anas al-Abdah (vanaf 5 maart) | Premier Ahmad Tu'mah (tot 17 mei) Premier Jawad Abu Hatab (vanaf 17 mei) |

## T
| Landsnaam          | Staatshoofd | Regeringsleider |
| ------------------ | --- | --- |
| Tadzjikistan       | President Emomalii Rachmon | Premier Kokhir Rasulzoda                                                                                                  |
| Taiwan             | President Ma Ying-jeou (tot 20 mei) President Tsai Ing-wen (vanaf 20 mei)                                                                                                 | Premier Mao Chi-kuo (tot 1 februari) Premier Chang San-cheng (van 1 februari tot 20 mei) Premier Lin Chuan (vanaf 20 mei) |
| Tanzania           | President John Magufuli | Premier Kassim Majaliwa                                                                                                   |
| Thailand           | Koning Bhumibol Adulyadej (tot 13 oktober) Regent Prem Tinsulanonda (van 13 oktober tot 1 december) Koning Maha Vajiralongkorn Bodindradebayavarangkun (vanaf 1 december) | Premier Prayuth Chan-o-cha                                                                                                |
| Togo               | President Faure Eyadéma Gnassingbé | Premier Komi Sélom Klassou                                                                                                |
| Tonga              | Koning Tupou VI | Premier ʻAkilisi Pohiva                                                                                                   |
| Trinidad en Tobago | President Anthony Carmona | Premier Keith Rowley |
| Tsjaad             | President Idriss Déby | Premier Kalzeubet Pahimi Deubet (tot 13 februari) Premier Albert Pahimi Padacké (vanaf 13 februari)                       |
| Tsjechië           | President Miloš Zeman | Premier Bohuslav Sobotka                                                                                                  |
| Tunesië            | President Beji Caid Essebsi | Premier Habib Essid (tot 3 augustus) Premier Youssef Chahed (vanaf 3 augustus)                                            |
| Turkije            | President Recep Tayyip Erdoğan | Premier Ahmet Davutoğlu (tot 24 mei) Premier Binali Yıldırım (vanaf 24 mei)                                               |
| Turkmenistan       | President Gurbanguly Berdimuhamedow | President Gurbanguly Berdimuhamedow                                                                                       |
| Tuvalu             | Koningin Elizabeth II | Premier Enele Sopoaga |

## U
| Landsnaam | Staatshoofd              | Regeringsleider          |
| --------- | ------------------------ | ------------------------ |
| Uruguay   | President Tabaré Vázquez | President Tabaré Vázquez |

## V
| Landsnaam                    | Staatshoofd                                                                      | Regeringsleider                                                                  |
| ---------------------------- | -------------------------------------------------------------------------------- | -------------------------------------------------------------------------------- |
| Vanuatu                      | President Baldwin Lonsdale                                                       | Premier Sato Kilman (tot 11 februari) Premier Charlot Salwai (vanaf 11 februari) |
| Vaticaanstad                 | Paus Franciscus                                                                  | Voorzitter van de Pauselijke Commissie Giuseppe Bertello                         |
| Venezuela                    | President Nicolás Maduro                                                         | President Nicolás Maduro                                                         |
| Verenigde Arabische Emiraten | President Sjeik Khalifa bin Zayed Al Nahayan                                     | Premier Mohammed bin Rasjid Al Maktoem                                           |
| Verenigd Koninkrijk          | Koningin Elizabeth II                                                            | Premier David Cameron (tot 13 juli) Premier Theresa May (vanaf 13 juli)          |
| Verenigde Staten             | President Barack Obama                                                           | President Barack Obama                                                           |
| Vietnam                      | President Trương Tấn Sang (tot 2 april) President Trần Đại Quang (vanaf 2 april) | Premier Nguyễn Tấn Dũng (tot 7 april) Premier Nguyễn Xuân Phúc (vanaf 7 april)   |

## W
| Landsnaam   | Staatshoofd                     | Regeringsleider         |
| ----------- | ------------------------------- | ----------------------- |
| Wit-Rusland | President Aleksandr Loekasjenko | Premier Andrei Kobyakov |

## Z
| Landsnaam   | Staatshoofd | Regeringsleider |
| ----------- | --- | --- |
| Zambia      | President Edgar Lungu | President Edgar Lungu |
| Zimbabwe    | President Robert Mugabe | President Robert Mugabe |
| Zuid-Afrika | President Jacob Zuma | President Jacob Zuma |
| Zuid-Korea  | President Park Geun-hye (vanaf 9 december waargenomen door Hwang Kyo-ahn) | Premier Hwang Kyo-ahn |
| Zuid-Soedan | President Salva Kiir Mayardit | President Salva Kiir Mayardit |
| Zweden      | Koning Karel XVI Gustaaf | Premier Stefan Löfven |
| Zwitserland | Bondsraad met als leden: Alain Berset, Doris Leuthard, Didier Burkhalter, Ueli Maurer, Johann Schneider-Ammann (bondspresident vanaf 1 januari), Guy Parmelin (vanaf 1 januari), Simonetta Sommaruga | Bondsraad met als leden: Alain Berset, Doris Leuthard, Didier Burkhalter, Ueli Maurer, Johann Schneider-Ammann (bondspresident vanaf 1 januari), Guy Parmelin (vanaf 1 januari), Simonetta Sommaruga |